# Radiall
Cet article possède un paronyme, voir Radial.
 (janvier 2010).
Si vous disposez d'ouvrages ou d'articles de référence ou si vous connaissez des sites web de qualité traitant du thème abordé ici, merci de compléter l'article en donnant les références utiles à sa vérifiabilité et en les liant à la section « Notes et références ».
Radiall est une société qui conçoit, développe et fabrique des connecteurs et des composants associés destinés à des applications électroniques. La société propose des composants d'interconnexion, notamment des connecteurs et des assemblages de câbles à radiofréquence/coaxiaux, des antennes, des connecteurs et des assemblages de câbles à fibre optique, des composants et des assemblages de câbles à micro-ondes, des commutateurs à micro-ondes et des connecteurs multibroches. Elle dessert les marchés de l'aérospatiale, de la défense, de l'industrie, de l'instrumentation, des télécommunications, de l'espace et de la médecine.
L'entreprise Radiall a été fondée en 1952 par deux frères, Lucien et Yvon Gattaz, et son siège social se situe à Aubervilliers. Le groupe Radiall était coté à NYSE Euronext jusqu'au 12 juin 2017. En 2014, le chiffre d'affaires de Radiall était de 279,3 millions d'euros, en croissance de 20,9 % par rapport à l'année précédente. Le résultat net 2014 s'est établi à 33,9 millions d'euros, en hausse de 83 % par rapport à 2013.

## Histoire

### 1952-1962
Au cours du printemps 1952, deux frères, Lucien et Yvon Gattaz créent l'entreprise Radiall. Il s'agit, au départ, d'une PME familiale qui fabrique des connecteurs coaxiaux pour l'industrie de la télévision. Yvon Gattaz, ingénieur, prend en charge la direction commerciale et la gestion financière de l'activité. Lucien Gattaz, quant à lui, prend la direction du bureau d'études et de la production. En 1953, ils installent leur premier atelier à Paris et affichent la devise : "Vite et Bien",.
À l'époque, comme dans d'autres secteurs, la France voulait utiliser des fréquences plus élevées en matière de télévision, en liaison avec le procédé SECAM qui était en gestation. L'antenne devait être reliée au téléviseur par un câble coaxial. Yvon et Lucien Gattaz travaillèrent à la mise en place de ce nouveau système de raccordement : les fiches coaxiales de télévision. En 1953 et 1954, Radiall fabriquait plus de 100 000 connecteurs par mois.

### 1962-1972

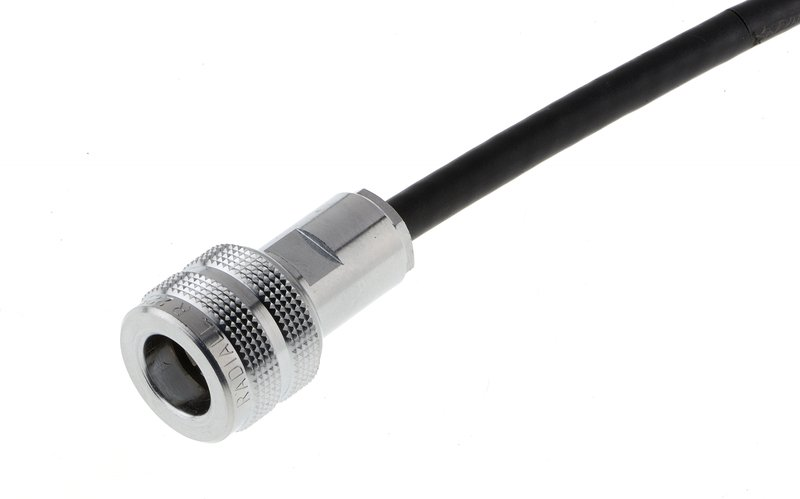
Le connecteur coaxial Mini Quick

En novembre 1963, Yvon et Lucien Gattaz inaugurent le premier site de production Radiall à Voiron, en Isère. La première unité industrielle de l'entreprise fait 2 500 m2 et est spécialisée dans les activités d'usinage et d'assemblage.
La même année, l'entreprise lance sur le marché le connecteur coaxial Mini Quick, à encliquetage rapide.
Cinq ans plus tard, en 1968, Radiall installe son siège social à Rosny-sous-Bois. Le bâtiment, d'une surface de 4 000 m2, a la particularité d'être tout en verre et en aluminium.
Dès 1967, Radiall souhaite étendre son activité en Europe et développer ses activités à l'export. La première filiale voit le jour en Angleterre, à Staines, en 1967 : Radiall Microwave Components Ltd. Elle sera suivie, un an plus tard par l'ouverture d'une filiale en Allemagne : Radiall GmbH. Vers 1968-1969, près de 15 % du chiffre d'affaires de l'entreprise est réalisé à l'export.

### 1972-1982
En 1972, Lucien Gattaz identifie la société SOGIE comme un de ses concurrents sur le marché des connecteurs multicontacts. Très rapidement, cette acquisition permettra à Radiall de se positionner parmi les fabricants de connecteurs multi-contacts qui comptent.
La même année, Radiall se tourne vers les marchés du spatial et de la fibre optique, une technologie qui représentait un potentiel de transmission conséquent.
En 1977, pour répondre au développement de son activité de traitement de surface, Radiall construit une nouvelle usine, en Isère, à Voreppe. Elle sera visitée par le Premier Ministre Raymond Barre, le 6 juin 1980. En 1978, Radiall poursuit le développement de sa force de production et installe, à l'Isle d'Abeau, un site de production spécialisé dans les composants hyperfréquences pour les applications militaires et civiles.

### 1982-1992
1982 est l'année du premier équipement CAO à Radiall. Tout au long des années 1980, l'entreprise s'étend à l'international et ouvre ses premiers bureaux de vente aux États-Unis (Stratford, Connecticut), au Brésil (Rio de Janeiro) et en Asie (Hong-Kong). En 1984, arrive l'homologation tant attendue de Boeing pour le connecteur ARINC 600. C'est une période de nombreuses inventions pour Radiall. Au total, 15 brevets seront déposés de 1984 à 1986.
Radiall est introduit à la Bourse de Paris en 1989 et vend alors 20 % de son capital.

### 1992-2007
En 1992, Pierre Gattaz, fils d'Yvon Gattaz, prend la tête de l'entreprise. Dans le cadre de la concurrence avec les acteurs américains des connecteurs multi-contacts (pour l'industrie aéronautique), Radiall fait l'acquisition, en mai 1995, de l'entreprise Jerrik, située à Tempe en Arizona. L'entreprise française poursuit son expansion aux États-Unis et achète l'entreprise Larsen, basée à Portland en Oregon, spécialisée dans les antennes pour les applications militaires.
En 1994, Radiall s'étend en Asie et installe une filiale Radiall Protectron, à Bangalore, en Inde. Puis, Radiall s'établit au Japon, avec sa filiale Radiall Nihon. En 2005, Radiall fait l'acquisition de l'entreprise Applied Engineering Products (AEP) et intègre la ligne de produits à son portefeuille. Enfin, en juillet 1997, Radiall Shanghai est inaugurée.
L'objectif de Radiall était d'atteindre un milliard de francs de chiffre d'affaires d'ici à l'année 2000. Cet objectif sera atteint trois années plus tôt, en 1997. Toutefois, l'année 2001 fut une année difficile pour l'entreprise française, principalement à cause de la crise des télécommunications et du 11 septembre, obligeant Radiall a réduire ses effectifs de 30 % en deux ans, lié à une perte d'activité de 40 %.
En 2007, la société Radiall fait l'acquisition d'IDMM (Industrie Doloise de Micro Mécanique), une entreprise française d'usinage de précision.

### Depuis 2008
Le 8 janvier 2008, Radiall annonce une prise de participation de 95 % dans la start-up D-Lightsys (en). Le 1er juin de la même année, Radiall AEP Inc et Radiall USA Inc sont consolidées en une entité Radiall USA, Inc. et couvre ainsi la totalité du territoire nord américain.
En 2012 est créée la filiale automobile Raydiall (coentreprise 50/50 avec la société ARaymond).
Le 18 décembre 2012, le président Hollande accompagné d'Arnaud Montebourg et Marisol Tourraine, visitent l'usine de Château-Renault.
Entre 2010 et 2013, le chiffre d'affaires de Radiall a augmenté de 27 %, et les profits en 2015 s'établissent à 25 millions d'euros.
Le 29 juillet 2015, Radiall annonce l'acquisition de l'entreprise VAN-SYSTEMS, une entreprise italienne spécialisée dans la conception et la fabrication de connecteurs circulaires pour les applications industrielles.
En juin 2015, la société lance "Radiall 2025", un grand projet qui vise à impliquer l'ensemble du personnel dans la transformation du groupe afin de libérer son potentiel créatif et de faire en sorte que les idées les plus innovantes soient entendues. Cette démarche a valu à Radiall d'être lauréat des Victoires des Leaders du Capital Humain.
En juin 2019, Radiall et le CEA-Leti annoncent leur partenariat autour de la conception de composants radiofréquence pour les réseaux 5G et de composants photoniques destinés aux environnements sévères.
En août 2019, Radiall réalise l'acquisition de Solyneo, une entreprise spécialisée dans la transmission de puissance sans contact.
En août 2019, le site de production américain déménage de New Haven à Wallingford, dans le Connecticut.
En janvier 2020, Radiall réalise l'acquisition de Timbercon, un fabricant de solutions d’interconnexion optique.

## Controverses quant à la gestion fiscale de Radiall
En 2014, L'Humanité révèle qu'à travers le mécanisme d’optimisation fiscale dit des « prix de transfert », Pierre Gattaz affecte une bonne partie des marges de Radiall réalisées en France à des filiales à l’étranger, ce qui a permis au groupe de réduire de 25 % à 3 % la part de ses impôts payés en France, permettant sur les 25 millions de bénéfices réalisés en 2015 de ne payer que 202 000 € d'impôts, tout en touchant 876 000 euros de crédit d’impôt compétitivité emploi (CICE), un million de crédit d'impôt recherche, et au moins 623 000 euros d’autres crédits d’impôt, le tout sans aucune contrepartie (l'entreprise n'ayant pas créé un seul emploi cette année-là). Le taux d’imposition moyen de Radiall au niveau mondial a ainsi diminué de 31 % à 24 % entre 2010 et 2013, et la part des impôts sur les bénéfices payée en France est passée de 25 % à 3 %, alors que la productivité des implantations françaises de Radiall a augmenté.
Sur l'ensemble des dividendes dégagés par l'entreprise, la famille Gattaz possède, via des holdings familiales, 87 % des actions de l'entreprise, et ces actionnaires constituent la principale destination des bénéfices réalisés ainsi que des aides publiques.
Le 1er juillet 2014, Pierre Gattaz a répondu sur son blog — disparu du net, depuis — en reprenant point par point l'article de l'Humanité, arguant qu'il mélange des notions comptables, et surtout que si Radiall cherchait à faire de l'optimisation fiscale, la société aurait intérêt à faire plus de bénéfices en France en raison des déficits reportables qu'elle a accumulés au cours des années passées.

## Gouvernance
Radiall SA est une société anonyme ayant opté pour une administration de forme dualiste à conseil de surveillance et directoire.

### Actionnariat
L'actionnariat de Radiall est depuis mai 2017 détenu à plus de 92 % par ses cofondateurs, ce qui a permis à ses derniers de demander l'arrêt de la cotation en bourse de la société.

## Implantations
Radiall est implantée sur trois continents et dans 13 pays, qu'il s'agisse de sites de production ou de ventes. L'entreprise déclare plus de 87 % de son chiffre d'affaires hors de France, même si 70 % des profits demeurent réalisés dans l'Hexagone. La société s'en défend toutefois, affichant que la société-mère française Radiall SA a réalisé un résultat opérationnel national de 7,2 M€ en 2015, pour un résultat opérationnel groupe de 43,4 M€.
Radiall est notamment présente :
- France : sites de production et ventes ;
- États-Unis : site de production et ventes ;
- Japon : site de ventes ;
- Suède : site de ventes ;
- Finlande : site de ventes ;
- Pays-Bas : site de ventes ;
- Allemagne : site de ventes ;
- Royaume-Uni : site de ventes ;
- Italie : site de production et ventes ;
- Mexique : site de production ;
- Chine : site de production et ventes ;
- Hong Kong : site de ventes ;
- Inde : site de production et ventes.